# Rynek kasowy
Rynek kasowy (rynek spot) – rynek, na którym transakcje są realizowane najpóźniej w drugim dniu roboczym od momentu ich zlecenia. Transakcje dokonywane na rynku kasowym są opłacane w momencie ich zawarcia – transferowi podlega w tym przypadku kapitał. Na tym rynku są dokonywane transakcje papierami wartościowymi, tj. akcje, obligacje, warranty, prawa poboru, prawa do akcji, certyfikaty inwestycyjne.